# Centaurea ali-beyana
Centaurea ali-beyana — вид квіткових рослин айстрових (Asteraceae). Ендемік Марокко.

## Біоморфологічна характеристика
Багаторічна рослина заввишки 25–40 см, з дерев'янистим стеблом, з великою кількістю коротких шерстистих волосків. Вузькі чергові листки 50–140 × 4–8 мм, суцільні або з краями з 1–3 парами слабких і розставлених зубців, звужені в черешок. Одиночна квіткова головка, сидяча, оточена 2–5 кінцевими стебловими листками. Обгортка в діаметрі 10–14 × 18–24 мм. Квіти рожеві. Сім'янки циліндрично-конічні, коротко запушені, злегка стиснуті, 2–3 мм. Цвітіння: червень і липень.

## Екологія
Населяє пасовища, галявини лісів добре зволоженого кременистого середньогір'я.